# マイテ・ペローニ
マイテ・ペローニ（Maite Perroni、1983年3月9日 - ）はメキシコの女優、歌手。